# Bałabanowo
Bałabanowo (ros. Балабаново) – miasto w środkowej Rosji, w obwodzie kałuskim. Prawa miejskie 1972 roku miasto. Około 23,1 tys. mieszkańców (2006). Pierwsze wzmianki o wsi z XVII w.
Znajduje tu się stacja kolejowa Bałabanowo, położona na linii Moskwa – Briańsk – Kijów.